# Koranen og profeten Muhammeds liv
Koranen og profeten Muhammeds liv (ISBN 978-87-638-0049-5) er en børnebog af forfatteren Kåre Bluitgen. Han forsøgte at finde tegnere til at illustrere bogen, men ingen tegnere turde. Denne frygt var bl.a. baseret på mordet på Theo van Gogh. Dette frustrerede forfatteren og førte til, at Jyllands-Posten i 2005 fandt 12 tegnere der turde afbilde Muhammed og bragte disse tegninger i avisen. Bogen er siden udkommet som e-bog både på dansk (ISBN 9788799548651) og engelsk (9788799600052).